# Línea 23 (Paraná)
Línea 23 es una línea de transporte urbano de pasajeros de la ciudad de Paraná, Argentina. Esta línea pertenece al Grupo 1 y es operada por Buses Paraná U.T.E. (ERSA Urbano/Transporte Mariano Moreno).

## Historia
Creadas a mediados de 2006, para llegar a San Benito como las líneas 17 (por Barrio El Trébol) y 18 (por Estación Parera), enseguida fueron fusionadas y agregadas como una extensión de la línea 22, denominada "Línea 22 Bis" y finalizando su recorrido en el Parque Industrial Gral. Belgrano.
En 2011, extendió su cabecera hasta Barrio El Brete. Allí reemplazó a la línea 5 qué ingresaba por Acceso Norte y creó un nuevo ramal de la Línea 22 que cubría el Acceso e ingresaba a Paraná por calle Almirante Brown.
En 2018, pasó a ser denominada como Línea 23.
Durante un par de años ingresó hasta el Barrio 144 Viviendas por calle Soldado Bordón, pero con la construcción de la Avda. Circunvalación este fue recortado; desde enero de 2025 es cubierto por la línea 14.

## Recorrido

### Ramal Negro: Barrio El Brete -Casa de Gobierno
Ida: Desde Fraternidad y Pedro Londero, Pedro Londero, Av. Don Bosco, Gdor. Maya, Calle del Poncho, Calle de la Yerra, Francia, Gdor. Maya, Salellas, Valentín Torra, Ubach y Roca, Hernandarias, Salellas, Av. Almafuerte, J. L. Borges, Francia, Las Orquídeas, Los Junquillos, Las Arverjillas, Los Alelies, Las Orquídeas, Francia, J. L. Borges, Av. Almafuerte, Gualeguaychú, Gral. Belgrano, Salta, Nogoyá, Garay, Córdoba hasta Laprida. 
Vuelta: Desde Laprida y Córdoba, Córdoba, Libertad, España, 25 de Mayo, Pte. Illia, Enrique Carbó, Dean J. Álvarez, Av. Almafuerte, J. L. Borges, Francia, Las Orquídeas, Los Junquillos, Las Arverjillas, Los Alelies, Las Orquídeas, Francia, J. L. Borges, Av. Almafuerte, Salellas, Hernandarias, Ubach y Roca, Valentín Torra, Salellas, Gdor. Maya, Francia, Calle de la Yerra, Calle del Poncho, Gdor. Maya, Av. Don Bosco, Pedro Londero hasta Fraternidad.
- Longitud: 40,7km

### Flota
A agosto de 2024, cuenta con dos unidades circulando:
- Interno 3454: Metalpar Tronador II sobre Volkswagen 17.230E-OT -Con rampa- (Modelo 2017).
- Interno 3710: Metalpar Tronador II sobre Volkswagen 17.230E-OT -Con rampa- (Modelo 2017).

## Puntos de Interés dentro del recorrido
- Barrio El Brete
- Barrio 300 Viviendas
- Estación Ramón A. Parera
- Autoservicio Mayorista Diarco
- Av. Almafuerte y Av. Antonio Salellas (Acceso a Parque Industrial)
- Mercado El Charrúa
- Av. Almafuerte y Salvador Caputto
- Av. Almafuerte y Av. Pedro Zanni
- U.T.N. Paraná
- 5 Esquinas
- Hospital San Martín
- Plaza Alberdi
- Hospital Materno Infantil San Roque (a 100mts.)
- Casa de Gobierno
- Plaza 1.º de Mayo
- Plaza Sáenz Peña

## Paradas
Horarios actualizados a febrero de 2024, Paradas actualizadas a enero de 2025
IDA:
- 01 - Pedro Londero y Fraternidad (Barrio El Brete - Esc. Sec. Nº58 "Poeta C. Mastronardi")
- 02 - Pedro Londero y Avda. Don Bosco
- 03 - Avda. Don Bosco y 4ta calle paralela a Londero
- 04 - Gdor. Maya y Calle Pública antes de las vías del ferrocarril
- 05 - Gdor. Maya a metros de Calle Del Poncho (Estación Parera)
- 06 - Calle Del Poncho y Calle De La Sortija
- 07 - Calle De La Yerra y Calle Del Mate
- 08 - Calle De La Yerra y Calle De La Taba (Escuela "Bases" N° 146)
- 09 - Francia y Calle De La Sortija
- 10 - Francia y Gdor. Maya
- 11 - Gdor. Maya y Calle Del Facón
- 12 - Antonio Salellas y Pedro Aranguren
- 13 - Valentín Torra a la altura de Planta Longvie (Parque Industrial Gral. Belgrano)
- 14 - Valentín Torra y José Ubach y Roca
- 15 - Hernandarias a la altura del "Parador Playa I"
- 16 - Hernandarias al 4500-4600, antes de Salellas
- 17 - Antonio Salellas y Dr. Martín Giménez (Predio Veteranos de Fútbol)
- 18 - Avda. Almafuerte al 4600 pasando Gdor. Maya
- 19 - Avda. Almafuerte al 4200 pasando Pedro Londero
- 20 - Avda. Almafuerte entre Francisco Venturini y vías del ferrocarril
- 21 - Las Orquídeas y Los Junquillos (Barrio El Trébol)
- 22 - Los Junquillos y Las Arverjillas
- 23 - Los Alelies y Las Orquídeas
- 24 - Las Orquídeas y Las Madreselvas
- 25 - Francia y Jorge Luis Borges
- 26 - Jorge Luis Borges y Escritora Ana María Garasino
- 27 - Jorge Luis Borges y Profesor Luis Prevedel Torino
- 28 - Avda. Almafuerte y Poeta José A. Murga
- 29 - Avda. Almafuerte entre Poeta Carlos A. Álvarez y Rubén Antonio Turi
- 30 - Avda. Almafuerte antes de cruce con Avda. Circunvalación José Hernández
- 31 - Avda. Almafuerte y Río Uruguay
- 32 - Avda. Almafuerte al 2700 entre Río Paraná y Carlos Mastronardi
- 33 - Avda. Almafuerte y El Temple Argentino
- 34 - Avda. Almafuerte entre Gdor. Manuel Crespo y Y. Vartorelli
- 35 - Avda. Almafuerte y Los Sauces
- 36 - Avda. Almafuerte y Los Naranjos
- 37 - Avda. Almafuerte y Cnel. Brandsen (Escuela Adventista N° 217 "Ángela Vergara Onetto")
- 38 - Avda. Almafuerte al 1470 y Fray Mocho
- 39 - Avda. Almafuerte entre Rondeau y Las Tunas (Planta COTAPA)
- 40 - Avda. Almafuerte al 1000, entre Delfín Huergo y Lorenzo Jordana (Sede U.T.N. - Facultad Regional Paraná)
- 41 - Avda. Almafuerte y Gervasio Méndez (Dirección Nacional de Vialidad - 17° Distrito E.R.)
- 42 - Avda. Almafuerte y Ruperto Godoy
- 43 - Avda. Almafuerte y Nicanor Molina
- 44 - Avda. Almafuerte al 370, pasando 3 de Febrero
- 45 - Avda. Almafuerte antes de cruce con Cinco Esquinas
- 46 - Gualeguaychú entre Pte. Juan D. Perón y Cura Álvarez (Hospital General San Martín - 50 mts.)
- 47 - Gualeguaychú entre Hipólito Yrigoyen y Pascual Palma
- 48 - Gualeguaychú entre Gral. Belgrano y Pte. Arturo Illia
- 49 - Salta entre Andrés Pazos y Gral. Urquiza (Plaza "del Bombero" Alberdi)
- 50 - Salta y Rosario del Tala
- 51 - Salta y La Paz (Hospital Infantil San Roque - 100mts.)
- 52 - Salta y Victoria
- 53 - Nogoyá y San Juan (Feria Tradicional Municipal - 50mts.)
- 54 - Nogoyá y Gral. San Martín
- 55 - Garay y Buenos Aires (Colegio Nacional / Sanatorio Privado La Entrerriana)
- 56 - Garay y Córdoba
- 57 - Córdoba y Laprida - Casa de Gobierno

VUELTA:
- 01 - Córdoba y Laprida (Casa de Gobierno)
- 02 - Córdoba y 25 de Junio
- 03 - Libertad entre Gral. Urquiza y España
- 04 - España y Carlos Pellegrini
- 05 - 25 de Mayo y 9 de Julio (Plaza 1° de Mayo)
- 06 - Pte. Arturo Illia y Leandro N. Além
- 07 - Pte. Arturo Illia entre Gualeguaychú y Enrique Carbó
- 08 - Enrique Carbó entre Pte. Arturo Illia e Hipólito Yrigoyen (Plaza Sáenz Peña)
- 09 - Enrique Carbó y Pascual Palma
- 10 - Enrique Carbó y Pte. Juan D. Perón (Hospital General San Martín)
- 11 - Enrique Carbó y Cura Álvarez
- 12 - Enrique Carbó y Domingo French
- 13 - Dean Álvarez y Jujuy (Escuela "Cristo Redentor")
- 14 - Dean Álvarez entre José Ma. Cocuzza y 3 de Febrero
- 15 - Avda. Almafuerte entre Nicanor Molina y Juan del Campillo
- 16 - Avda. Almafuerte y Susana Acevedo
- 17 - Avda. Almafuerte pasando Las Lechiguanas (Dirección Nacional de Vialidad - 17° Distrito E.R.)
- 18 - Avda. Almafuerte al 1000, entre Delfín Huergo y Lorenzo Jordana (Sede U.T.N. - Facultad Regional Paraná)
- 19 - Avda. Almafuerte y Miguel Scatini (Planta COTAPA)
- 20 - Avda. Almafuerte y Fray Mocho
- 21 - Avda. Almafuerte y Cnel. Brandsen
- 22 - Avda. Almafuerte y Alejandro Carbó
- 23 - Avda. Almafuerte y Gdor. Antelo
- 24 - Avda. Almafuerte y Ovidio Lagos
- 25 - Avda. Almafuerte y Guillermo Marconi
- 26 - Avda. Almafuerte y Juan Ortíz
- 27 - Avda. Almafuerte entre Carlos Mastronardi y Salvador Caputto
- 28 - Avda. Almafuerte y Aguaribay
- 29 - Avda. Almafuerte y Eduardo Vacaluzzo
- 30 - Avda. Almafuerte y Calle 1519
- 31 - Jorge Luis Borges y Profesor Luis Prevedel Torino
- 32 - Jorge Luis Borges y Escritora Ana María Garasino
- 33 - Jorge Luis Borges y Francia
- 34 - Las Orquídeas y Los Junquillos (Barrio El Trébol)
- 35 - Las Arverjillas y Los Alelies
- 36 - Avda. Almafuerte entre Francisco Venturini y vías del ferrocarril
- 37 - Avda. Almafuerte entre Antonio Bonell y Manuel Azaña
- 38 - Avda. Almafuerte y Carlos Chaplin
- 39 - Antonio Salellas y Dr. Martín Giménez (Predio Veteranos de Fútbol)
- 40 - Antonio Salellas y Pedro Aranguren
- 41 - Valentín Torra a la altura de Planta Longvie (Parque Industrial Gral. Belgrano)
- 42 - Valentín Torra y José Ubach y Roca
- 43 - Hernandarias a la altura del "Parador Playa I"
- 44 - Hernandarias al 4500-4600, antes de Salellas
- 45 - Gdor. Maya y Calle Del Cebador
- 46 - Gdor. Maya y Calle Del Facón
- 47 - Gdor. Maya y Francia
- 48 - Francia pasando Calle De La Sortija (Estación Parera)
- 49 - Calle De La Yerra y Calle De La Taba (Escuela "Bases" N° 146)
- 50 - Calle De La Yerra y Calle De La Pulpería
- 51 - Calle De La Yerra y Calle Del Poncho
- 52 - Calle Del Poncho y Calle De La Sortija
- 53 - Calle Del Poncho y Gdor. Maya
- 54 - Gdor. Maya y Calle Pública después de las vías del ferrocarril
- 55 - Avda. Don Bosco pasando 2da calle paralela a Gdor. Maya
- 56 - Avda. Don Bosco y Pedro Londero
- 57 - Pedro Londero y Fraternidad - Barrio El Brete - Esc. Sec. Nº58 "Poeta C. Mastronardi"